# 이혜봉
이혜봉(한국 한자: 李惠逢)은 대한민국의 전 농구 선수 겸 축구 선수, 체조 선수였다.
본래 1924년도 까지는 축구를 하였다가1925년부터는 농구를 시작하였다.1930년에는 연희전문의 농구부 창단 멤버로 활동하였고1932년에는 자유투를 91회 성공시켜 일본의 기존 신기록을 넘어섰다.이후에는 YMCA 대표로 활약한 후 휘문고보에서 코치직을 맡아 이성구 선수를 지도하기도 하였다.농구와 함께 체조도 같이 한 것으로 보인다 또한 1933년 경성축구단의 창립 맴버로 활약하면서 당시 조선 대표팀인 전경성축구단에도 선발되게 된다. 이후에 간도에서 동홍중의 코치직을 맡았다가 전만주 축구 선수권 대회에서 간도성 대표팀을 이끌고 우승을 이끈 후 중국으로 가서 중국대표팀 선수로 10년간 뛰다가 해방 이후 다시 한국에 돌아오게 되었다.